# Karl Wendling (Violinist)

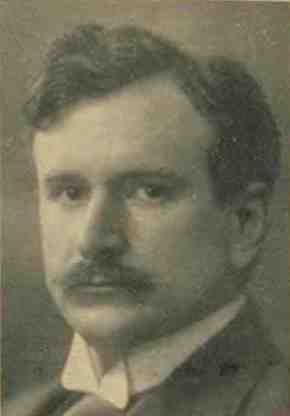
Karl Wendling, 1912

Jakob Carl (Karl) Wendling (* 10. August 1875 in Straßburg; † 27. März 1962 in Stuttgart-Untertürkheim) war ein deutscher Geiger und Musikpädagoge.

## Leben
Ersten Unterricht erhielt Wendling durch seinen älteren Bruder, der auch Geige spielte. Er studierte dann von 1885 bis 1894 am Straßburger Conservatorium für Musik Geige bei Heinrich Schuster und Florián Zajíc sowie Komposition bei Carl Somborn, anschließend von 1894 bis 1899 an der Berliner Hochschule für Musik bei Carl Halir und Joseph Joachim.
Von 1899 bis 1903 war Wendling erster Konzertmeister der Meininger Hofkapelle und von 1903 bis 1920 ebenfalls erster Konzertmeister im Orchester des königlichen Hoftheaters von Stuttgart. Daneben war er Konzertmeister während der Festspielzeiten 1902, 1904 und 1906 bei den Bayreuther Festspielen, 1903 und 1904 an der Londoner Covent Garden Opera unter Hans Richter und in der Spielzeit 1907/08 des Boston Symphony Orchestras unter Karl Muck.
Von 1909 bis 1945 lehrte Wendling an der Württembergischen Hochschule für Musik, der er von 1929 bis zu seiner Pensionierung 1940 auch als Direktor vorstand.
1907 wurde ihm der Titel Kammervirtuose, 1910 der Professorentitel verliehen.
Am 1. Mai 1933 wurde er Mitglied der NSDAP (Mitgliedsnummer 3.229.295).
Max Reger widmete Wendling mehrere Werke, darunter sein letztes, das Klarinettenquintett A-Dur, op. 146.
Mit seiner Ehefrau Mart(h)a Ortmayer hatte Wendling zwei Kinder: Richard (* 1902) und Andrea (1903–1968). Die Tochter, Professor Andrea Steffen-Wendling, wurde Geigerin und lehrte von 1946 bis 1968 ebenfalls an der Hochschule für Musik und Darstellende Kunst Stuttgart.

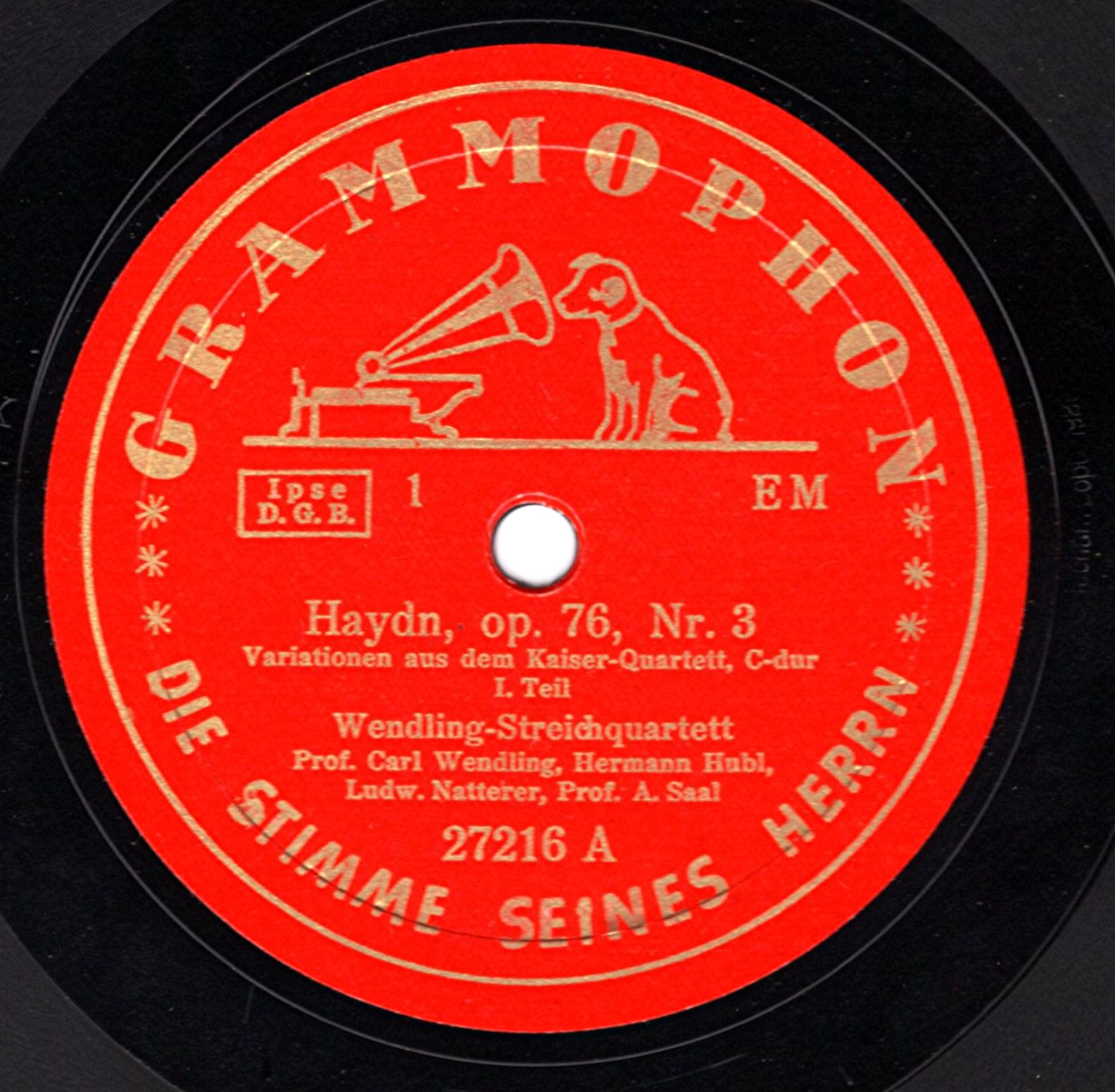
Schallplattenaufnahme mit dem Wendling-Quartett vom November 1929

## Wendling-Quartett
Von 1911 bis 1944 leitete Wendling ein angesehenes Streichquartett, das Wendling-Quartett, mit dem er bei zahlreichen Konzerten sehr erfolgreich auftrat. Mitglieder waren Hans Michaelis, später Hermann Hubl (2. Violine), Philipp Neeter, später Ludwig Natterer (Bratsche) und Alfred Saal (Violoncello).
Das Quartett konzertierte in Deutschland, Niederlande, Italien, Österreich, Portugal, Schweden, Spanien, der Tschechoslowakei sowie in Nord- und Südamerika.

## Tondokumente
Erste Aufnahmen mit dem Wendling-Quartett datieren von 1919. Die Deutsche Grammophon-Gesellschaft nahm in Stuttgart einzelne Sätze aus Streichquartetten von Beethoven, Dittersdorf, Haydn, Mozart und Schubert auf.

1929 folgten Aufnahmen in Berlin. Außer dem Streichquartett Nr. 14 G-Dur, KV 387 und dem Quintett für Klarinette, zwei Violinen, Viola und Violoncello A-Dur, KV 581 (Solist: Philipp Dreisbach) von Mozart wurden der zweite Satz aus dem Klarinetten-Quintett A-Dur, op. 146 von Reger und der zweite Satz (Variationen) aus dem Kaiser-Quartett op. 76 Hob. III:77 von Haydn aufgenommen.

Für Electrola folgten im März 1934 der zweite Satz aus dem Streichquintett in C-Dur, D 956 von Schubert (mit Walter Reichardt am Cello) sowie das Scherzo aus dem Streichquartett Es-Dur, op. 109 von Reger.

Die Schallplatten des Wendling-Quartetts finden sich vollständig auf der CD Wendling String Quartet, Biddulph Recordings 85029-2 (Devon, England, 2023).

## Ehrungen
- Bundesverdienstkreuz 1. Klasse (10. Juli 1952)